# Vikramasingapuram
Vikramasingapuram (ook vaak afgekort tot V.K. Puram) is een panchayatdorp in het district Tirunelveli van de Indiase staat Tamil Nadu. 

## Demografie
Volgens de Indiase volkstelling van 2001 wonen er 48.101 mensen in Vikramasingapuram, waarvan 49% mannelijk en 51% vrouwelijk is. De plaats heeft een alfabetiseringsgraad van 79%.